# Archidendron falcatum
Archidendron falcatum là một loài thực vật có hoa trong họ Đậu. Loài này được I.C.Nielsen miêu tả khoa học đầu tiên.